# Kadov (Vysočina)
Kadov (in tedesco Kadau) è un comune ceco situato nel distretto di Žďár nad Sázavou, nella regione di Vysočina.